# Mortaisage

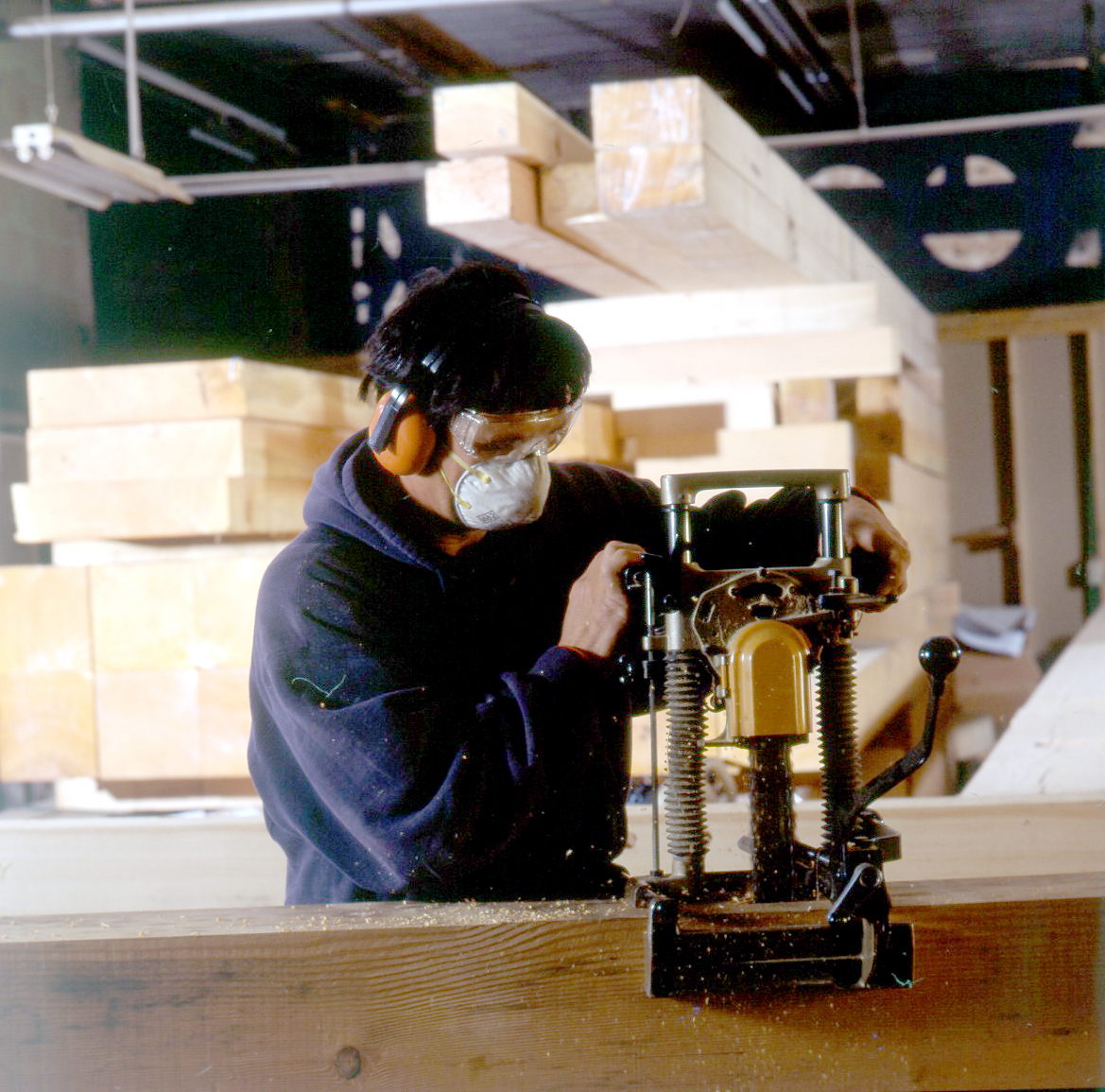
Ouvrier utilisant une mortaiseuse à chaîne pour le mortaisage d'une poutre (États-Unis, 2005).

Le mortaisage est l’opération qui consiste à réaliser la mortaise, logement du tenon en menuiserie ou de la clavette (mécanique) dans un alésage en métallurgie. Cet usinage doit être précis pour éviter tout jeu excessif entre les deux pièces assemblées, ce qui affaiblirait la résistance de l’ensemble.
Dans le travail du bois, on utilise une mortaiseuse ou une technique qui s'en approche, la mortaise est toujours réalisée avant le tenon, en respectant généralement la proportion un tiers - deux tiers.
Cet usinage peut se faire avec différents outils, chacun correspondant à une machine spécifique.
Ce procédé s’apparente au rabotage, mais dans ce cas la trajectoire de l’outil est verticale (parfois oblique).
Si le mortaisage s'effectue dans le sens poussé, le grignotage s'effectue dans le sens tiré.

## Machine utilisée

### Mécanique
En mécanique, la mortaiseuse métal est conçue spécialement pour le rabotage vertical. Comme pour l’étau-limeur, l’outil reçoit le mouvement de coupe, et la pièce les mouvements d’avance et de réglage.
La pièce peut se déplacer suivant deux directions perpendiculaires et peut également tourner autour d’un axe vertical. Les trois mouvements sont obtenus mécaniquement à la main.
L’outil travaille uniquement en passant contrairement au rabotage. Sa forme générale est celle sur laquelle on retrouve les angles caractéristiques d’un outil de coupe. Enfin, il existe une grande variété d’outils.

### Travail du bois
Pour le travail du bois, la technique a évolué au cours du temps :
- Jusqu'au XIXe siècle, on utilise la méthode des trous sécants : une série de trous proches réalisés avec une mèche à bois, trous que l'on dégage ensuite avec un bédane de la largeur de la mortaise. Les extrémités de la mortaise sont alors carrées, ce qui permet une meilleure liaison entre les deux pièces à assembler.
- Vient ensuite la mortaiseuse à mèche, qui réalise la série de trous contigus, et l'enlèvement du bois pour dégager la mortaise. Sans opération complémentaire, les extrémités de la mortaise sont alors arrondies.
- Apparue plus récemment, la défonceuse s'utilise de la même façon, et laisse des extrémités arrondies.
- La mortaiseuse à chaine (qui travaille comme une tronçonneuse en bout de guide)enlève la matière en profondeur par passes successives sur la largeur de mortaise souhaitée, et laisse des extrémités carrées. Par contre, la nécessité de lubrifier la chaine imbibe le bois d'huile, et interdit alors tout collage ultérieur. La largeur de la mortaise étant déterminée par la largeur de la chaine, le changement de chaine peut devenir fastidieux pour de petites séries.
- La mortaiseuse à bédane fait en quelque sorte la synthèse, avec une mèche qui enlève de la matière, le bédane qui l'accompagne égalisant les bords, et laissant des extrémités carrées, le tout sans lubrification, mais à épaisseur de mortaise différente, changement d'outil de coupe.

## Applications
On a souvent tendance à n’utiliser les mortaiseuses que pour des rainures de clavetage, simples ou multiples ou pour des usinages uniquement intérieurs. Cependant elles peuvent aussi bien être utilisées pour les usinages extérieurs.

## Inconvénients et comparaison avec le fraisage
Le mouvement alternatif utilisé présente un certain nombre d’inconvénients :
- Il rend difficile l’utilisation de grandes vitesses de coupe par suite des efforts que nécessite le renversement du sens de marche.
- L’outil ne travaille qu’une course sur deux, d’où il résulte une perte de temps.

Les machines utilisées apparaissent comme nettement désavantagées vis-à-vis des fraiseuses modernes de grosse capacité pouvant utiliser de grandes vitesses de coupe.
On a donc cherché à réduire ces inconvénients :
- Par l’utilisation généralisée de dispositifs à retour rapide.
- Par l’emploi de porte-outils spéciaux permettant le travail pendant les deux courses.
- Par l’adjonction sur certaines de ces machines de têtes de fraisage ou de meulage

D’une façon générale le rabotage reste préférable au fraisage pour l’usinage de pièces en fonte, la croûte de ces dernières ayant une action des plus néfastes sur les dents de la fraise. De plus, les surfaces devant être grattées le seront plus aisément après rabotage qu’après fraisage.